# 谷川建司
谷川 建司（たにかわ たけし、1962年 - ）は、日本の社会学者・映画研究者。専門は、メディア論。早稲田大学政治経済学術院客員教授、国際日本文化研究センター客員教授。

## 人物
東京都世田谷区成城生まれ。祖父は久富貢、祖母は料理評論家の久富志子。
1985年中央大学法学部政治学科卒業。日本ヘラルド映画に入社。1989年第一回東京デニス・ホッパー・フェスティヴァルを、川勝正幸らとプロデュース。
1997年埼玉大学大学院文化科学研究科修士課程修了。2001年一橋大学大学院社会学研究科博士後期課程修了、「アメリカ合衆国による占領期対日映画政策の形成と遂行」で博士（社会学）の学位を取得。2003-2005年茨城大学人文学部コミュニケーション学科助教授、2005年10月早稲田大学大学院政治学研究科客員助教授、2008年客員教授、2010年早稲田大学政治経済学術院客員教授、2013年国際日本文化研究センター客員教授。
映画ジャーナリストとしての活動や、アメリカ映画史の研究等を行い、1997年には京都映画文化賞を受賞した。

## 著作一覧
- 『「イージー・ライダー」伝説 ピーター・フォンダとデニス・ホッパー』筑摩書房「リュミエール叢書」、1996年
  - 増補『イージー★ライダー：敗け犬(ルーザー)たちの反逆 ハリウッドをぶっ壊したピーター・フォンダとデニス・ホッパー』径書房、2020年
- 『レオナルド・ディカプリオへの旅』マガジンハウス、1999年
- 『アメリカ映画と占領政策』京都大学学術出版会、2002年
- 『アメリカの友人　東京デニス・ホッパー日記』キネマ旬報社、2011年
- 『戦後「忠臣蔵」映画の全貌』集英社クリエイティブ、2013年
- 『高麗屋三兄弟と映画』雄山閣、2018年
- 『近衛十四郎 十番勝負』雄山閣、2021年
- 『ベースボールと日本占領』京都大学学術出版会「学術選書」、2021年
- 『坂本龍馬の映画史』筑摩書房「筑摩選書」、2024年

### 編著
- 『デニス・ホッパー：生き残った男の伝説』（シネアルバム：責任編集）芳賀書店、1996年
- 『占領期雑誌資料大系 大衆文化編』（全5巻）、山本武利編者代表、石井仁志・原田健一と編集委員、岩波書店、2008-2009年
- 編著『占領期のキーワード100　1945-1952』青弓社、2011年。ISBN 978-4-7872-2043-1

以下は共編
- 『越境するポピュラーカルチャー リコウランからタッキーまで』王向華・呉咏梅共編著 青弓社ライブラリー 2009年
- 『拡散するサブカルチャー 個室化する欲望と癒しの進行形』王向華・呉咏梅共編著 青弓社ライブラリー 2009年
- 『ジャーナリズムは科学技術とどう向き合うか』（小林宏一、瀬川至朗共編）東京電機大学出版局、2009年
- 『科学技術ジャーナリズムはどう実践されるか』（小林宏一、西村吉雄、若杉なおみ共編）東京電機大学出版局、2010年
- 『サブカルで読むセクシュアリティ 欲望を加速させる装置と流通』王向華・呉咏梅共編著、青弓社 2010
- 『サブカルで読むナショナリズム 可視化されるアイデンティティ』王向華・呉咏梅共編著、青弓社 2010
- 『コンテンツ化する東アジア　大衆文化/メディア/アイデンティティ』王向華・須藤遙子・秋菊姫共編著、青弓社 2012
- 『日本ヘラルド映画の仕事　伝説の宣伝術と宣材デザイン』（原正人と）パイインターナショナル 2017

森話社の編著
- 『東アジアのクリエイティヴ産業　文化のポリティクス』須藤遙子・王向華と編、森話社 2015
- 『大衆文化とナショナリズム』朴順愛・山田奨治と編、森話社 2016
- 『戦後映画の産業空間　資本・娯楽・興行』森話社 2016
- 『映画産業史の転換点 経営・継承・メディア戦略』森話社, 2020.7
- 『映画人が語る日本映画史の舞台裏 配給興行編』森話社, 2020.10
- 『映画人が語る日本映画史の舞台裏 撮影現場編』森話社, 2021
- 『映画人が語る日本映画史の舞台裏 構造変革編』森話社, 2023
- 『戦後映画の生き残り戦略　変革期の一九七〇年代』森話社, 2024

### 訳書
- ジョン・パーカー『ジャック・ニコルソン　ジョーカーズ・ワイルド』（キネマ旬報社、1993年）
- ピーター・コリアー『フォンダ　ヘンリー、ジェーン、そしてピーター』（キネマ旬報社、1995年）
- 『対米従属の起源 「1959年米機密文書」を読む』須藤遙子共編訳（大月書店、2019年）

## 論文
- Cinii

## 番組出演
- 『chouchou』 テレビ朝日 （テーマ：おまけ文化・2018年4月29日放送）